# Yuri Alvear
Yuri Alvear Orejuela (Jamundí, Valle del Cauca, 29 de marzo de 1986) es una yudoca colombiana. Es medallista olímpica de bronce en Londres 2012 y de plata en Río de Janeiro 2016, es medallista panamericana, sudamericana y tres veces campeona mundial de yudo en 2009, 2013 y 2014. Es la sexta atleta colombiana poseedora de dos medallas olímpicas junto a Jackeline Rentería, el halterófilo Óscar Figueroa, la saltadora de triple Caterine Ibargüen, la doble campeona olímpica en ciclismo BMX Mariana Pajón y el tirador Helmut Bellingrodt.

## Biografía
Desde joven mostró su talento para varios deportes, entre ellos waterpolo, voleibol, balonmano y atletismo. El entrenador de yudo de su pueblo Ruperto Guaúña al verla pelear con una compañera de clase, notó que tenía talento para ese deporte, por lo que la invitó a unirse al equipo municipal. Según el promedio de edad, comenzó tarde a entrenar, pero su condición física le daba ventaja. Entrenando por las tardes, comenzó a disputar juegos zonales, intercolegiados e interescolares de su departamento, hasta los Juegos Nacionales, donde pasó a la selección nacional.

## Trayectoria
Participó en tres Juegos Olímpicos de Verano entre los años 2008 y 2016, obteniendo dos medallas, bronce en Londres 2012 y plata en Río de Janeiro 2016. En los Juegos Panamericanos consiguió cuatro medallas entre los años 2007 y 2019.
Ganó seis medallas en el Campeonato Mundial de Judo entre los años 2009 y 2018, y once medallas en el Campeonato Panamericano de Judo entre los años 2007 y 2018.

### Pekín 2008
Alvear inició el ciclo olímpico para los Juegos olímpicos de Pekín con su participación en los Juegos Suramericanos de Buenos Aires, logrando la medalla de oro en la categoría de –57 kg. Al año siguiente compitió en los Juegos Panamericanos de Río, obteniendo la medalla de bronce en la categoría de –70 kg.
En los Juegos Olímpicos de 2008 Alvear terminó en la séptima posición en la categoría de –70 kg, registrando la mejor participación en la historia de una yudoca colombiana.

### Londres 2012
Alvear inició el 2009 participando en el Campeonato Panamericano de Judo de Buenos Aires, en la categoría de –70 kg. Su partición culminó con la medalla de oro tras derrotar en la final a la brasileña Maria de Lourdes Portela. En el Campeonato Mundial de Judo de 2009 realizado en Róterdam, Alvear disputó la final de la categoría de –70 kg el 29 de agosto contra la húngara Anett Mészáros, a la cual derrotó tras un enfrentamiento de 4:57 minutos, convirtiéndose en la primera colombiana en lograr el título mundial. Al finalizar el 2009 Alvear fue candidata a Deportista del Año por el diario El Tiempo en Colombia, terminando en la segunda posición detrás del boxeador Juan Urango. De igual forma, fue elegida en segunda posición como Deportista del año por el diario El Espectador, superada por Clara Juliana Guerrero.

### Río 2016
En 2014 Alvear obtuvo de nuevo la medalla de oro en el Campeonato Mundial de Judo. Derrotó en la semifinal a la número uno del mundo, la neerlandesa Kim Polling y ganó la final contra la japonesa Karen Nun-Ira, logrando su segundo campeonato mundial consecutivo y tercero en total.
Alvear participó en los Juegos Olímpicos de 2016 en la categoría de –70 kg, en esta edición fue elegida como la abanderada de la delegación colombiana en reemplazo de Jossimar Calvo quien desistió de serlo. La competencia se realizó el 10 de agosto, Alvear derrotó en octavos de final a la puertorriqueña María Pérez Díaz, en cuartos a la española María Bernabéu y en semifinal a la británica Sally Conway. Disputó la final contra la japonesa Haruka Tachimoto, con la cual perdió el combate tras ser inmovilizada por su rival a falta de 2:19 minutos del fin del combate, obteniendo la medalla de plata. Tras ganar su segunda medalla olímpica, Alvear se convirtió en ese momento en la segunda atleta colombiana en ser doble medallista, igualando a la luchadora Jackeline Rentería.

### Tokio 2020
En 2017 Alvear inició el nuevo ciclo olímpico radicandose en la ciudad de Tokio, sede de los Juegos Olímpicos de 2020. En el Campeonato Mundial de Judo de 2017 realizado en Budapest, Alvear ganó la medalla de bronce en la categoría de –70 kg luego de derrotar a la francesa Marie-Ève Gahié.
Finalizó el año participando en los Juegos Bolivarianos de Santa Marta donde ganó la medalla de oro en la categoría –70 kg. 
En 2018 una lesión de la rodilla derecha le impidió participar de los XXIII Juegos Centroamericanos y del Caribe realizados en Barranquilla. Luego de su recuperación, en septiembre del mismo año participó en el Campeonato Mundial de Judo de 2018. Tras clasificar como decimoquinta en la categoría de –70 kg, comenzó su participación en segunda ronda enfrentando a la camerunesa Ayuk Otay a la cual derrotó por Ippon, de la misma forma derrotó a la neerlandesa Sanne van Dijke en la ronda siguiente. En cuartos de final fue derrotada por la japonesa Chizuru Arai, pasando al cuadro de repesca por la medalla de bronce donde derrotó a la canadiense Kelita Zupancic. En el combate por el bronce contra la marroquí Assmaa Niang, Alvear realizó un ippon a falta de 2:06 minutos del final, ganando el combate y sumando su tercera medalla de bronce en los mundiales de Judo y sexta en total. En diciembre del mismo año Alvear ganó la medalla de plata en el Judo World Masters realizado en Cantón, China.
Debido a una rotura de menisco y ligamento cruzado anterior de su rodilla derecha, no le fue posible participar en los Juegos Olímpicos de Tokyo 2020.

## Palmarés internacional
| Juegos Olímpicos        | Juegos Olímpicos          | Juegos Olímpicos  | Juegos Olímpicos |
| Año                     | Lugar                     | Medalla           | Categoría        |
| ----------------------- | ------------------------- | ----------------- | ---------------- |
| 2012                    | Londres (Reino Unido)     | Medalla de bronce | –70 kg           |
| 2016                    | Río de Janeiro (Brasil)   | Medalla de plata  | –70 kg           |
| Campeonato Mundial      |                           |                   |                  |
| Año                     | Lugar                     | Medalla           | Categoría        |
| 2009                    | Róterdam (Países Bajos)   | Medalla de oro    | –70 kg           |
| 2013                    | Río de Janeiro (Brasil)   | Medalla de oro    | –70 kg           |
| 2014                    | Cheliábinsk (Rusia)       | Medalla de oro    | –70 kg           |
| 2015                    | Astaná (Kazajistán)       | Medalla de bronce | –70 kg           |
| 2017                    | Budapest (Hungría)        | Medalla de bronce | –70 kg           |
| 2018                    | Bakú (Azerbaiyán)         | Medalla de bronce | –70 kg           |
| Juegos Panamericanos    |                           |                   |                  |
| Año                     | Lugar                     | Medalla           | Categoría        |
| 2007                    | Río de Janeiro (Brasil)   | Medalla de bronce | –70 kg           |
| 2011                    | Guadalajara (México)      | Medalla de plata  | –70 kg           |
| 2015                    | Toronto (Canadá)          | Medalla de bronce | –70 kg           |
| 2019                    | Lima (Perú)               | Medalla de plata  | –70 kg           |
| Campeonato Panamericano |                           |                   |                  |
| Año                     | Lugar                     | Medalla           | Categoría        |
| 2007                    | Montreal (Canadá)         | Medalla de oro    | –70 kg           |
| 2008                    | Miami (Estados Unidos)    | Medalla de bronce | –70 kg           |
| 2009                    | Buenos Aires (Argentina)  | Medalla de oro    | –70 kg           |
| 2011                    | Guadalajara (México)      | Medalla de bronce | –70 kg           |
| 2012                    | Montreal (Canadá)         | Medalla de bronce | –70 kg           |
| 2013                    | San José (Costa Rica)     | Medalla de bronce | –70 kg           |
| 2014                    | Guayaquil (Ecuador)       | Medalla de oro    | –70 kg           |
| 2015                    | Edmonton (Canadá)         | Medalla de plata  | –70 kg           |
| 2016                    | La Habana (Cuba)          | Medalla de oro    | –70 kg           |
| 2017                    | Ciudad de Panamá (Panamá) | Medalla de oro    | –70 kg           |
| 2018                    | San José (Costa Rica)     | Medalla de oro    | –70 kg           |